# Szymon (król Makurii)
Szymon (VIII w.) –‬‭ król Makurii w Nubii panujący w I połowie VIII wieku.
Był krewnym i następcą Zachariasza I. Wzmianka o nim znajduje się w Historii Patriarchów Aleksandrii Sewera ibn al-Mukaffy (ostatnie badania odrzuciły pogląd o jego autorstwie). Jego następca na tronie w Dongoli był Abraham. 